# 王嗣宗
王嗣宗（944年—1025年），字希阮，汾州（今山西汾阳）人，北宋政治人物。喜寫文章，书札尤甚，著有《中陵子》三十卷。

## 生平
王嗣宗生於後晉出帝天福九年（944年），少年好學，刻苦自勵。開寶八年（975年）乙亥科狀元。曾在殿前與趙昌言爭搶狀元的頭銜，太祖命二人當場角力，谁赢谁中状元。王嗣宗获胜，奔跑到太祖面前，跪地高声奏道：“臣勝之”，遂中狀元，時人稱之“角力状元”，恥於士林，有平民見到他不拜，說：“君以手搏狀元耳，何足道也！”。
太平兴国六年任汀州知州。历事三朝政绩卓著，官至樞密副使、檢校太尉、西京洛陽知府。北宋帽妖案後處理不當被貶官，卒於宋真宗天禧五年（1025年），年七十八歲。

## 家族
父王夢證，曾官成州軍事判官。

## 延伸阅读
[在维基数据编辑]
 《宋史/卷287》，出自脱脱《宋史》